# CasaClima

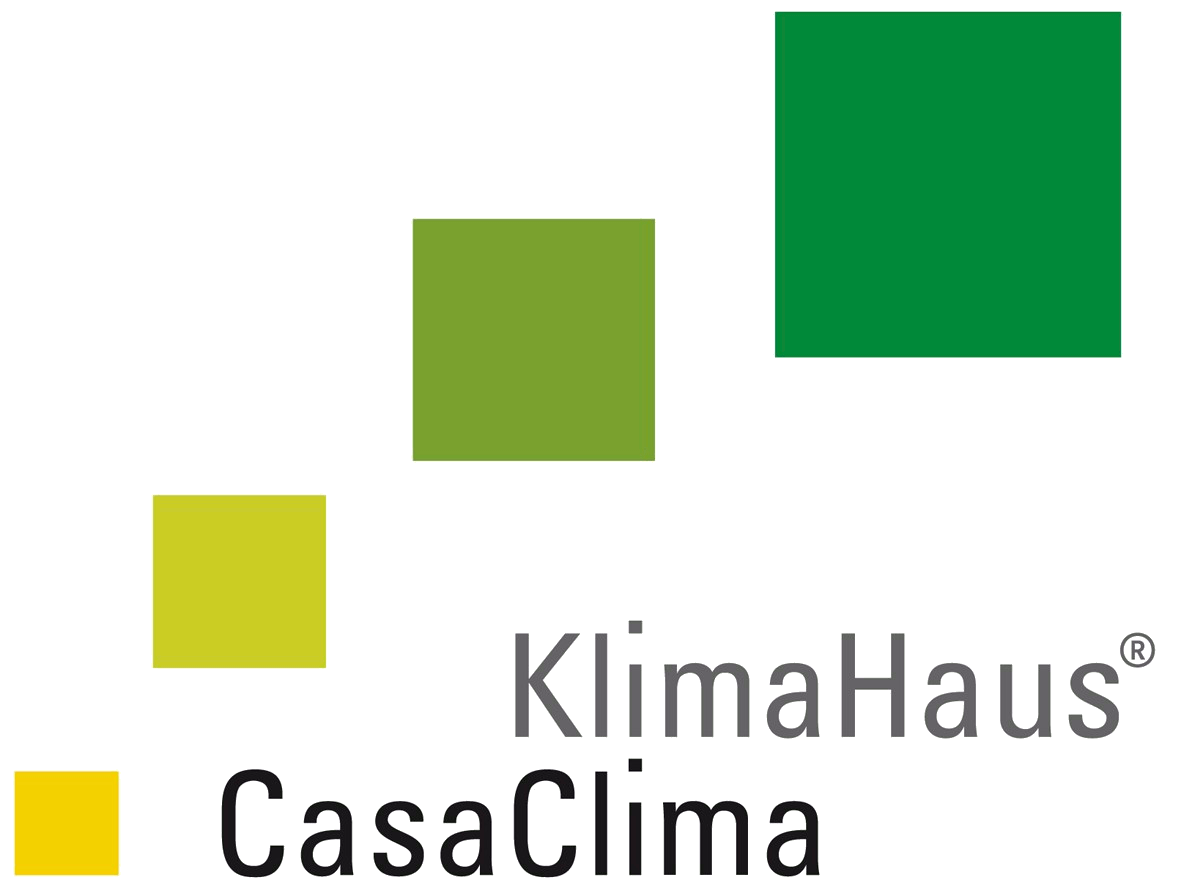
Logo Agenzia CasaClima

CasaClima (in tedesco KlimaHaus, in inglese ClimateHouse) è un metodo di certificazione energetica degli edifici presentato nel 2002 in ottemperanza a quanto già licenziato dalla Comunità europea come Direttiva Cee 2002/91/Ce, che, a seguito del protocollo di Kyōto, tratta la questione della certificazione energetica degli edifici. È stato ideato da Norbert Lantschner, ex direttore dell'Ufficio "Aria e Rumore", del APPA della Provincia autonoma di Bolzano.

## L'agenzia
La Provincia di Bolzano con il DPGP 29/09/2004, nr. 34 ha stabilito che tutte le nuove costruzioni realizzate in provincia, dal 12 gennaio 2005 devono rispettare come minimo la classe energetica C. Con la D.G.P. n. 362 del 04.03.2013 si è data attuazione alla  Direttiva europea 2010/31/UE sul rendimento energetico degli edifici. Alcuni criteri della D.G.P. sono stati successivamente modificati con delibera n. 2012 del 27/12/2013. 
L'Agenzia CasaClima è un organo certificatore pubblico indipendente, accreditato nel 2005 come ente certificatore dalla Provincia di Bolzano. In seguito altre province tra cui l'AFE (Agenzia Fiorentina per l'Energia, società della Provincia di Firenze) e l'APE (Agenzia per l'Energia del Friuli-Venezia Giulia) attraverso una delibera di Giunta, hanno deciso di attuare il progetto CasaClima per migliorare le prestazioni energetiche del proprio patrimonio immobiliare. L'APE e l'AFE gestiscono l'intero processo, effettuando le verifiche sui progetti, conferendo ad auditori CasaClima locali l'incarico di compiere gli opportuni sopralluoghi. Dopo un esame finale l'organo certificatore pubblico, rilascia il certificato e la relativa targhetta CasaClima agli edifici che rientrano nei parametri previsti dall'iter.
Recentemente anche la Camera di Commercio di Trieste, attraverso l'Azienda Speciale Trieste On-Line, ha attivato lo Sportello CasaClima Trieste, che collabora con l'APE per l'organizzazione di corsi e divulgazione del protocollo CasaClima.
A gennaio 2012 l'ideatore e direttore dell'agenzia, Norbert Lantschner, è stato licenziato dal consiglio d'amministrazione di CasaClima.
Nel  2014  l’Agenzia  CasaClima  s.r.l.,  da  società  Inhouse  della  provincia,  è  stata  trasformata nell’Agenzia per l’Energia Alto Adige – CasaClima, un ente strumentale della Provincia Autonoma di Bolzano – Alto Adige. Così sono state poste le basi per lo sviluppo delle competenze necessarie al raggiungimento degli obiettivi in tema di efficienza energetica e tutela del clima contenuti nel Piano Clima “Energia Alto Adige 2050”, nonché all’implementazione delle misure necessarie all’uopo.

## Normativa
La normativa proposta dalla Provincia di Bolzano, impone da gennaio 2017 la "classe A" come standard minimo a cui riferire la progettazione e la realizzazione degli nuovi edifici. Per "classe A" si intende un valore di fabbisogno energetico inferiore a 30 kWh/m²a all'anno (paragonabile al potere calorifico di 3 litri di gasolio per riscaldare efficientemente per un anno la superficie di 1 m²). Soluzioni migliorative certificabili sono la "classe Gold" (≤10 kWh/m²a pari a 1 litri/m², detta anche "casa da 1 litri"). È possibile certificare gli edifici anche all'esterno della Provincia di Bolzano.
| Gold        | A           | B           |
| ----------- | ----------- | ----------- |
| <10 kWh/m²a | <30 kWh/m²a | <50 kWh/m²a |

Il progetto CasaClima si basa sul risparmio energetico e la sostenibilità ambientale con l'obiettivo principale di promuovere l'utilizzo su vasta scala delle migliori tecnologie e dei migliori materiali di costruzione.

## Il certificato energetico CasaClima
Il certificato energetico degli edifici riporta in modo facilmente comprensibile le principali informazioni per una valutazione dell'efficienza energetica e della sostenibilità ambientale di un edificio.
La prima pagina riporta in modo facilmente leggibile ed immediato le più importanti informazioni sull'edificio, ossia:
- l'efficienza dell'involucro: esprime la qualità energetica degli aspetti progettuali che minimizzano lo spreco energetico.
- l'efficienza complessiva: esprime la valutazione complessiva della qualità dell'involucro e della qualità delle scelte impiantistiche.
- la sostenibilità ambientale: esprime in modo oggettivo l'ecocompatibilità dell'edificio, premiando le scelte di materiali e sistemi a basso impiego di energia, non dannosi alla salute ed a basso impatto ambientale.

Le altre pagine del certificato contengono una serie di informazioni complementari di una certa importanza sia per il tecnico che per l'utente.
Uno dei motivi principali che hanno portato all'introduzione del certificato energetico per gli edifici è la sua semplicità e trasparenza nella rappresentazione dei consumi energetici.
| Certificazione CasaClima |
| --- |
| Controllo geometrico del progetto (dwg) |
| Controllo valori di trasmittanza dei vari elementi |
| Controllo documentazione |
| Richiesta di integrazioni o correzioni al progetto |
| Controllo documentazione fotografica di cantiere |
| Controllo corrispondenza materiali dichiarati con materiali installati |
| Sopralluoghi in cantiere, per verificare anche i sistemi di posa (minimo 2)                                                                                               |
| Avvisi di non regolarità nell'esecuzione |
| Impossibilità di avere ponti termici |
| Obbligatoria la verifica di tenuta all'aria tramite il Blower Door Test (Classe B : n50, lim = 2 h(-1); Classe A : n50, lim = 1 h(-1); Classe Gold : n50, lim < 0,6 h(-1) |
| Certificazione su: Involucro; Involucro + Impianti; Compatibilità ambientale                                                                                              |

La questione pregiudiziale fissata dal protocollo CasaClima impedisce che il soggetto certificatore sia coinvolto nell'attività di progettazione, direzione lavori, fornitura di materiali edili e costruzione.
Per ottenere la certificazione CasaClima, il richiedente deve accettare di sottoporre la propria opera ad un rigido controllo del processo di edificazione, che avviene in tre momenti: analisi del progetto, sopralluoghi in cantiere, test di congruità tra l'eseguito e il progetto iniziale. Al termine del processo, dopo la verifica di tenuta all'aria tramite il Blower Door Test, se il risultato è positivo, l'Agenzia rilascia il certificato energetico con validità 10 anni.

## CasaClima Nature
CasaClima Nature è il protocollo che permette di valutare e certificare un edificio non solo dal punto di vista dell´ efficienza energetica, ma anche rispetto agli impatti sull´ambiente e sulla salute e benessere delle persone. 
CasaClima Nature introduce una valutazione oggettiva degli impatti ambientali dei materiali e dei sistemi impiegati nella costruzione e dell´impatto idrico dell´edificio, espresso in termini di fabbisogno di acqua potabile e di mantenimento del ciclo idrico naturale. A garanzia del comfort e della salubrità degli utenti per gli ambienti interni sono richiesti precisi requisiti per la qualità dell´aria, per l'illuminazione naturale, per il comfort acustico e per la protezione dal gas radon.
La certificazione CasaClima Nature può essere richiesta sia per edifici residenziali, sia per edifici non residenziali, ad esclusione delle tipologie per cui esiste già un sigillo di sostenibilità specifico (ClimaHotel, CasaClima Wine etc.). 
Affinché un edificio possa ottenere la certificazione CasaClima Nature devono essere soddisfatti tutti i seguenti requisiti: 
- Indice di efficienza dell'involucro: inferiore ai 50 kWh/m2a;
- Indice di emissione di CO2: inferiore ai 20 kg CO2/m2a;
- Impatto ambientale dei materiali da costruzione inferiore ai 300 punti per tutti gli edifici;
- Impatto idrico dell'edificio: il requisito minimo richiesto è WKW ≥ 35%;
- Qualità dell'aria interna: è richiesta la presenza della ventilazione meccanica controllata e/o devono essere utilizzati negli ambienti interni materiali e prodotti che rispettano i limiti di emissione (VOC, formaldeide) come definiti in direttiva tecnica.
- Illuminazione naturale: nell'ambiente principale dell'unità abitativa deve essere garantito un fattore di luce diurna medio FmLD ≥ 2%; nelle aule scolastiche un FmLD ≥ 3%;
- Comfort acustico: devono essere rispettati i limiti di fonoisolamento definiti in direttiva tecnica;
- Protezione dal gas radon: per nuovi edifici deve essere garantita una concentrazione di gas radon negli ambienti interni inferiore ai 200 Bq/m³; per l'esistente una concentrazione inferiore ai 400 Bq/m³.